# Болгарская рабочая социал-демократическая партия (широких социалистов)
Болга́рская рабо́чая социа́л-демократи́ческая па́ртия (широ́ких социали́стов) (болг. Българска работническа социалдемократическа партия (широки социалисти)) — политическая партия Болгарии, стоявшая на позициях классового сотрудничества и реформизма. Сокращенно — БРСДП (ш.с.).
Образована в 1903 г. в ходе раскола БРСДП на «тесных» и «широких» социалистов (другая фракция образовала Болгарскую рабочую социал-демократическую партию (тесных социалистов)). Фракция тесных социалистов существовала в партии ещё до раскола, примерно с 1900 года, когда Янко Сакызов основал журнал «Общо дело». Широкие социалисты, по аналогии с меньшевиками, выступали за широкую социальную базу партии и союзы с другими движениями.
В 1909 году группа Димитра Благоева Социал-Демократический Союз 'Пролетарий', исключённая из партии Тесных Социалистов, присоединилась к Широким Социалистам. Группа в дальнейшем действовала как левое крыло партии.
Партия делилась на левую, центристскую и правую фракции. В 1910 году 35 % её членов составляли рабочие.
С 1911 по 1934 год партия издавала ежедневную газету Народ, при этом правая фракция с 1923 по 1925 год также издавала собственную газету, Эпоха. Молодёжным крылом партии был Социалистический Союз Молодёжи.
С 19 октября 1918 по 6 октября 1919 года партия входила в правительство Теодора Теодорова, а Сакызов был министром труда в этом правительстве. В 1923 году партия вошла в правительство Александра Цанкова, заняв при этом антикоммунистические позиции.
В 1923—1940 годах партия входила в Рабочий социалистический Интернационал (предшественник Социнтерна), при этом всё это время Сакызов представлял партию в правлении Интернационала (до августа 1925 года он делил место в правлении с югославом Живко Топаловичем).
В 1948 году партия вошла в Болгарскую коммунистическую партию, происходившую от «Тесных социалистов». В июне 1948 года начался процесс проверки членства, при этом около половине членов партии Широких Социалистов (левому крылу) было разрешено вступить в коммунистическую партию при условии безусловного принятия программы последней. Правое крыло было запрещено. Слияние закончилось в декабре 1948 года. В социалистической Болгарии роль партии Широких социалистов принижалась, а партия рассматривалась как «оппортунистическая». Первая книга по истории партии Широких Социалистов в Болгарии была опубликована в 1981 году (Клара Пинкась, Реформистская социал-демократия в Болгарии: Идеология, политика, организация, 1903—1917).